# Dekanat Błażowa
Dekanat Błażowa – dekanat archidiecezji przemyskiej, w archiprezbiteracie łańcuckim.

## Historia
W 1979 roku dekretem bpa Ignacego Tokarczuka został utworzony dekanat błażowski. W skład nowego dekanatu weszły parafie z wydzielonego terytorium dekanatów:
- tyczyńskiego – Błażowa, Borek Stary, Futoma, Grzegorzówka–Wólka, Hyżne, Kąkolówka, Lecka.
- dynowskiego – Piątkowa, Ujazdy.

Dziekani dekanatu:
1979–1998. ks. prał. Adolf Kowal.
1998–2006. ks. kan. Michał Drabicki.
2006– nadal ks. prał. Jacek Rawski.

## Parafie
- Błażowa – pw. św. Marcina
  - Błażowa Dolna – kościół filialny pw. św. Franciszka z Asyżu
  - Białka – kościół filialny pw. Najświętszej Maryi Panny Nieustającej Pomocy i św. Maksymiliana Marii Kolbego
- Borek Stary – pw. św. Piotra i Pawła
  - Borek Stary – klasztor oo. Dominikanów
  - Borówki – kościół filialny pw. Miłosierdzia Bożego
  - Nowy Borek – kościół filialny pw. Matki Bożej Częstochowskiej
  - Wola Borkowska (Nowy Borek) – kościół filialny pw. Matki Bożej Nieustającej Pomocy
- Dylągówka – pw. Niepokalanego Serca Najświętszej Maryi Panny
- Futoma – pw. św. Walentego, Leonarda i Michała Archanioła
- Grzegorzówka – Wólka – pw. Matki Bożej Bolesnej
- Hyżne – pw. Narodzenia Najświętszej Maryi Panny
  - Hyżne - Nieborów Wielki – kościół filialny pw. Najświętszej Maryi Panny Wspomożycielki Wiernych
- Kąkolówka – pw. Matki Bożej Szkaplerznej
- Lecka – pw. Najświętszego Serca Pana Jezusa
- Piątkowa – pw. Matki Bożej Królowej Polski
- Ujazdy – pw. Matki Bożej Królowej Nieba i Ziemi

## Zgromadzenia zakonne
- Borek Stary – oo. Dominikanie (1670)
- Błażowa – ss. Prezentki (1975)
- Hyżne – ss. Rodziniarki (1903)
- Ujazdy – ss. Prezentki (1933-1991)